# Beaugeay
 Beaugeay  es una población y comuna francesa, situada en la región de Nueva Aquitania, departamento de Charente Marítimo, en el distrito de Rochefort y cantón de Saint-Agnant.

## Demografía
| 191 | 185 | 188 | 333 | 452 | 470 |
| Para los censos de 1962 a 1999 la población legal corresponde a la población sin duplicidades (Fuente: INSEE [Consultar]) |     |     |     |     |     |